# Windows HPC Server 2008
Windows HPC Server 2008, rilasciato da Microsoft il 22 settembre 2008, è il successore di Windows Compute Cluster Server 2003. Come WCCS, Windows HPC Server 2008 è progettato per applicazioni di fascia alta che richiedono un cluster di calcolo ad alte prestazioni (HPC acronimo di High Performance Computing). Questa versione del software del server ha la fama di scalare in modo efficiente a migliaia di core. Esso include caratteristiche uniche per carichi di lavoro HPC: un nuovo e ad alta velocità NetworkDirect RDMA, strumenti altamente efficienti e scalabili di gestione del cluster, un'architettura orientata ai servizi (SOA) job scheduler, un MPI; libreria basata su open-source  MPICH2, e cluster di interoperabilità attraverso standard quali l'informatica di base Profile (HPCBP) specifica ad alte prestazioni prodotta dalla Open Forum Grid (OGF).
Nel giugno 2008, un sistema costruito in collaborazione con il National Center for Supercomputing Applications (NCSA) e Microsoft l'ha messo nella posizione #23 sulla Top500 per la classifica dei supercalcolatori più veloci del mondo, con un punteggio LINPACK di 68,5 teraflop. Il supercalcolatore NCSA utilizza sia Windows Server HPC e Red Hat Enterprise Linux 4. A partire dal novembre 2011, nella classifica è da allora sceso a 253ª posizione.
Nel 2009 nella classifica di novembre pubblicata da Top500, un sistema Windows HPC costruito dalla Shanghai Supercomputer Center ha raggiunto una performance con un picco di 180.6 teraflop ed è stato classificato #19 sulla lista. A partire dal novembre 2011, Windows HPC ha circa il 0,2% (1 su 500) del mercato dei 500 supercalcolatori più potenti, con circa lo 0,2% del totale gigaflop, con Linux che domina la classifica con il 91,4% e al secondo posto Unix con il 6%.

## Windows HPC Server 2008 R2
Windows HPC Server 2008 R2, sulla base di Windows Server 2008 R2, è stato pubblicato il 20 settembre 2010.